# Attack!!
Attack!! è il dodicesimo album in studio di Yngwie J. Malmsteen.
La versione giapponese di questo album contiene la bonus track Nobody's Fool.

Esiste inoltre una versione a edizione limitata che contiene Battlefield come tredicesima traccia al posto di Touch The Sky.

## Tracce
1. Razor Eater
2. Rise Up
3. Valley Of Kings
4. Ship Of Fools
5. Attack!!
6. Baroque & Roll
7. Stronghold
8. Mad Dog
9. In The Name Of God
10. Freedom Isn't Free
11. Majestic Blue
12. Valhalla
13. Touch The Sky
14. Iron Clad
15. Air (tema classico di Johann Sebastian Bach)

## Formazione
- Yngwie Malmsteen - chitarra elettrica ed acustica, basso, sintetizzatore, Sitar, violoncello, voce in Freedom Isn't Free
- Doogie White - voce
- Derek Sherinian - tastiere
- Patrick Johansson - batteria